# Chromoteleia rufithorax
Chromoteleia rufithorax är en stekelart som beskrevs av Jean-Jacques Kieffer 1908. Chromoteleia rufithorax ingår i släktet Chromoteleia och familjen Scelionidae. Inga underarter finns listade i Catalogue of Life.